# Fride Larsson
Olof Fride Larsson (* 12. Januar 1921 in Malung; † 14. November 1955 in Torsby) war ein schwedischer Militärpatrouillenläufer.
Bei den Olympischen Winterspielen 1948 in St. Moritz gewann er im Militärpatrouillenlauf, der als Demonstrationswettkampf ausgetragen wurde, zusammen mit Edor Hjukström, Holger Borgh und Karl Gustav Ljungquist die Bronzemedaille.